# Едгар I
Едгар I (на шотландски келтски: Étgar mac Maíl Choluim) е крал на Шотландия от 1097 до 1107 г.

## Биография
Той е четвъртият син на Малкълм III и Маргарет Шотландска, но първият, който се счита за подходящ за трона след смъртта на баща си. Предшественикът му на престола е чичо му Доналд III Шотландски, царувал съвместно с по-големия му брат Едмънд.
Умира на 33 г., неженен и без да остави наследник от мъжки пол. Погребан е в абатството Дънфърмлин.
След неговата смърт на трона се възкачва брат му Александър I Шотландски.